# サンダーパンツ!
『サンダーパンツ!』（原題: Thunderpants）は、2002年のイギリスの映画。
オナラが止まらないいじめられっ子の少年が、オタク系天才少年発明家の助けを借りてオナラの力で宇宙へ旅立つ、という奇想天外な物語を大まじめに描いた異色コメディ。

## キャスト
※括弧内は日本語吹替
- パトリック・スマッシュ - ブルース・クック（坂本千夏）
- アラン・A・アレン - ルパート・グリント（真柴摩利）
- ジョン・オズグッド卿 - サイモン・キャロウ（仲野裕）
- ジョンソン・J・ジョンソン - ポール・ジアマッティ（田中正彦）
- エド・シェパード将軍 - ネッド・ビーティ（村松康雄）
- プラシド・P・プラシード - アダム・ゴドリー（家中宏）
- アンソニー・シルク卿 - スティーヴン・フライ
- デイモン - ジョシュア・ハードマン
- パトリックの母 - ブロナー・ギャラガー
- デニス・スマッシュ - アナ・ポップルウェル
- 医師 - ロバート・ハーディ
- 音楽院の生徒 - キーラ・ナイトレイ（クレジットなし）